# Bucktown (film)
Pour plus de détails, voir Fiche technique et Distribution.
Bucktown  est un film américain réalisée par Arthur Marks et sorti en 1975.

## Synopsis
Duke retourne à Bucktown, sa ville natale, pour l'enterrement de son frère. Il a été tué car il a refusé de payer des policiers corrompus pour protéger son bar. Duke décide de se venger.

## Fiche technique
- Titre original : Bucktown
- Réalisation : Arthur Marks
- Scénario : Bob Ellison
- Direction artistique : John Carter et George Costello
- Photographie : Robert Birchall
- Montage : George Folsey Jr.
- Musique : Johnny Pate
- Production : Phillip Hazleton, Ric R. Roman et Bernard Schwartz
- Sociétés de production : Plitt Theaters - Essaness Pictures
- Genre : action - policier - drame
- Durée : 94 minutes
- Budget : 600 000 dollars
- Date de sortie : 
  - États-Unis : 2 juillet 1975[1]

## Distribution
- Fred Williamson : Duke Johnson
- Pam Grier : Aretha
- Thalmus Rasulala : Roy
- Tony King : T. J.
- Bernie Hamilton : Harley
- Art Lund : Chief Patterson
- Tierre Turner : Steve
- Carl Weathers : Hambone
- Morgan Upton : Sam
- Jim Bohan : Clete